# Elecciones regionales de Junín de 2006
Las elecciones regionales de Junín de 2006 se llevaron a cabo el 19 de noviembre de 2006 para elegir al presidente regional, al vicepresidente regional y al Consejo Regional para el periodo 2007-2010. La elección se celebró simultáneamente con elecciones regionales y municipales (provinciales y distritales) en todo el Perú.

## Sistema electoral
El Gobierno Regional de Junín es el órgano administrativo y de gobierno del departamento de Junín. Está compuesto por el presidente regional, el vicepresidente regional y el Consejo Regional.
La votación del presidente, vicepresidente y consejo regional se realiza en base al sufragio universal, que comprende a todos los ciudadanos nacionales mayores de dieciocho años, empadronados y residentes en el departamento de Junín y en pleno goce de sus derechos políticos.
El Consejo Regional de Junín está compuesto por 9 consejeros elegidos por sufragio directo para un período de cuatro (4) años, en forma conjunta con la elección del presidente regional. La votación es por lista cerrada y bloqueada. Se asigna a la lista ganadora los escaños según el método d'Hondt o la mitad más uno, lo que más le favorezca.

## Composición del Consejo Regional de Junín
La siguiente tabla muestra la composición del Consejo Regional de Junín antes de las elecciones.
| Partidos | Partidos                          | Consejeros |
| -------- | --------------------------------- | ---------- |
|          | Unidos por Junín - Sierra y Selva | 6          |
|          | Partido Aprista Peruano           | 1          |
|          | Todos por Junín                   | 1          |
|          | Unidad Nacional                   | 1          |

## Partidos y candidatos
A continuación se muestra una lista de los principales partidos y alianzas electorales que participaron en las elecciones:
| Candidatura | Candidatura  | Partidos y alianzas | Candidatos | Candidatos                    | Ideología                                                          | Resultado previo | Resultado previo | Ref. |
| Candidatura | Candidatura  | Partidos y alianzas | Candidatos | Candidatos                    | Ideología                                                          | Votos (%)        | Con.             | Ref. |
| ----------- | ------------ | --- | ---------- | ----------------------------- | ------------------------------------------------------------------ | ---------------- | ---------------- | ---- |
|             | APRA         | Lista - Partido Aprista Peruano (APRA) |            | Ángel Mendoza Poves           | Aprismo                                                            | 20.21%           | 1                |      |
|             | UN           | Lista - Unidad Nacional (UN) – Partido Popular Cristiano (PPC) – Solidaridad Nacional (SN)                                                                     |            | Julio Tapia Silguera          | Democracia cristiana Conservadurismo Neoliberalismo                | 11.04%           | 1                |      |
|             | UPP          | Lista - Unión por el Perú (UPP) |            | Silvio Murakami Mori          | Liberalismo Progresismo Socialdemocracia                           | 4.66%            | 0                |      |
|             | APP          | Lista - Alianza para el Progreso (APP) |            | Manuel Santillán Romero       | Liberalismo económico Conservadurismo liberal Populismo de derecha | 1.72%            | 0                |      |
|             | Sí Cumple    | Lista - Agrupación Independiente Sí Cumple (Sí Cumple) |            | Edgardo Mosqueira Medrano     | Fujimorismo Populismo de derecha                                   | Nuevo            | Nuevo            |      |
|             | RN           | Lista - Restauración Nacional (RN) |            | Moisés Guía Pianto            | Liberalismo económico Humanismo cristiano Evangelismo              | Nuevo            | Nuevo            |      |
|             | PNP          | Lista - Partido Nacionalista Peruano (PNP) |            | William Arana Velarde         | Socialismo democrático Nacionalismo de izquierda                   | Nuevo            | Nuevo            |      |
|             | I            | Lista - Alianza Revolucionaria Integracionista Moralizadora (I)                                                                                                |            | Jesús Capcha Carbajal         | Regionalismo juninense                                             | Nuevo            | Nuevo            |      |
|             | FC           | Lista - Movimiento Independiente Fuerza Constructora (FC) |            | Alcides Chamorro Balbín       | Regionalismo juninense                                             | Nuevo            | Nuevo            |      |
|             | CONRED.– FRI | Lista - Convergencia Regional Descentralista - CONREDES (CONREDES–FRI) – Convergencia Regional Descentralista (CONREDES) – Frente Regional Independiente (FRI) |            | Vladimiro Huaroc Portocarrero | Regionalismo juninense                                             | Nuevo            | Nuevo            |      |
|             | JUS          | Lista - Junín Sostenible con su Gente (JUS) |            | Cirilo Ortega García          | Regionalismo juninense                                             | Nuevo            | Nuevo            |      |
|             | FPP          | Lista - Frente Patriota Peruano (FPP) |            | Vladimir Cerrón Rojas         | Regionalismo juninense                                             | Nuevo            | Nuevo            |      |

## Resultados

### Sumario general
| |                                                                |              |              |              |            |            |  |  |
| Partidos y coaliciones | Partidos y coaliciones                                         | Voto popular | Voto popular | Voto popular | Consejeros | Consejeros |  |  |
| Partidos y coaliciones | Partidos y coaliciones                                         | Votos        | %            | ±pp          | Total      | +/−        |  |  |
| | Convergencia Regional Descentralista - CONREDES (CONREDES–FRI) | 136,974      | 25.75        | Nuevo        | 6          | +6         |  |  |
| | Movimiento Independiente Fuerza Constructora (FC)              | 93,914       | 17.66        | Nuevo        | 1          | +1         |  |  |
| | Frente Patriota Peruano (FPP)                                  | 87,382       | 16.43        | Nuevo        | 1          | +1         |  |  |
| | Partido Aprista Peruano (APRA)                                 | 52,359       | 9.84         | –10.37       | 1          | ±0         |  |  |
| | Restauración Nacional (RN)                                     | 30,271       | 5.69         | Nuevo        | 0          | ±0         |  |  |
| | Alianza Revolucionaria Integracionista Moralizadora (I)        | 24,806       | 4.66         | Nuevo        | 0          | ±0         |  |  |
| | Unión por el Perú (UPP)1                                       | 21,204       | 3.99         | –0.67        | 0          | ±0         |  |  |
| | Junín Sostenible con su Gente (JUS)                            | 20,639       | 3.88         | Nuevo        | 0          | ±0         |  |  |
| | Partido Nacionalista Peruano (PNP)                             | 18,758       | 3.53         | Nuevo        | 0          | ±0         |  |  |
| | Alianza para el Progreso (APP)                                 | 18,537       | 3.49         | +1.77        | 0          | ±0         |  |  |
| | Agrupación Independiente Sí Cumple (Sí Cumple)                 | 14,374       | 2.70         | Nuevo        | 0          | ±0         |  |  |
| | Unidad Nacional (UN)                                           | 12,667       | 2.38         | –8.66        | 0          | –1         |  |  |
| |                                                                |              |              |              |            |            |  |  |
| Total | Total                                                          | 531,885      |              |              | 9          | ±0         |  |  |
| |                                                                |              |              |              |            |            |  |  |
| Votos válidos | Votos válidos                                                  | 531,885      | 87.70        | +2.48        |            |            |  |  |
| Votos en blanco | Votos en blanco                                                | 20,345       | 3.35         | –2.72        |            |            |  |  |
| Votos nulos | Votos nulos                                                    | 54,223       | 8.94         | +0.23        |            |            |  |  |
| Votos emitidos | Votos emitidos                                                 | 606,453      | 84.57        | +2.61        |            |            |  |  |
| Abstenciones | Abstenciones                                                   | 110,649      | 15.43        | –2.61        |            |            |  |  |
| Votantes registrados | Votantes registrados                                           | 717,102      |              |              |            |            |  |  |
| |                                                                |              |              |              |            |            |  |  |
| Fuente: |                                                                |              |              |              |            |            |  |  |
| Notas al pie: 1 Comparado con los resultados de Agrupación Independiente Unión por el Perú – Frente Amplio (UPP) en las elecciones de 2002. |                                                                |              |              |              |            |            |  |  |
| Notas al pie: |                                                                |              |              |              |            |            |  |  |
| 1 Comparado con los resultados de Agrupación Independiente Unión por el Perú – Frente Amplio (UPP) en las elecciones de 2002.               |                                                                |              |              |              |            |            |  |  |

### Autoridades electas
| Cargo                            | Autoridad electa | Autoridad electa              | Partido político | Partido político                                |
| -------------------------------- | ---------------- | ----------------------------- | ---------------- | ----------------------------------------------- |
| Presidente Regional de Junín     |                  | Vladimiro Huaroc Portocarrero |                  | Convergencia Regional Descentralista - CONREDES |
| Vicepresidente Regional de Junín |                  | Raúl Robles Echegaray         |                  | Convergencia Regional Descentralista - CONREDES |
| Consejero Regional de Junín      |                  | Moisés Vásquez Caicedo Ayras  |                  | Convergencia Regional Descentralista - CONREDES |
| Consejera Regional de Junín      |                  | Julia Camavilca Arzapalo      |                  | Convergencia Regional Descentralista - CONREDES |
| Consejero Regional de Junín      |                  | Henry Rosales Mallqui         |                  | Convergencia Regional Descentralista - CONREDES |
| Consejero Regional de Junín      |                  | Carlos Contreras Cáceres      |                  | Convergencia Regional Descentralista - CONREDES |
| Consejero Regional de Junín      |                  | Gilder Valerio Machari        |                  | Convergencia Regional Descentralista - CONREDES |
| Consejero Regional de Junín      |                  | Jaime Aquino Aquino           |                  | Convergencia Regional Descentralista - CONREDES |
| Consejera Regional de Junín      |                  | Dora Verástegui Olivera       |                  | Movimiento Independiente Fuerza Constructora    |
| Consejero Regional de Junín      |                  | Venancio Cerrón Villaverde    |                  | Frente Patriota Peruano                         |
| Consejero Regional de Junín      |                  | Pedro López Cueva             |                  | Partido Aprista Peruano                         |